# Dolophones turrigera
Dolophones turrigera là một loài nhện trong họ Araneidae.
Loài này thuộc chi Dolophones. Dolophones turrigera được Ludwig Carl Christian Koch miêu tả năm 1867.